# Pythia (maskininlärning)
Pythia   är en gammal modell för textåterställning som återställer saknade tecken från en skadad text med hjälp av djupa neuronnät. Modellen skapades av Yannis Assael, Thea Sommerschield och Jonathan Prag, forskare från Google DeepMind och Oxfords universitet. 